# Thanásis Androútsos
Athanásios « Thanásis » Androútsos (en grec Αθανάσιος "Θανάσης" Ανδρούτσος), né le 6 mai 1997 à Maroússi en Grèce, est un footballeur international grec qui évolue au poste d'arrière droit ou de milieu de terrain au VfL Osnabrück.

## Biographie

### Olympiakos
Thanásis Androútsos est formé au club de l'Olympiakos Le Pirée. C'est le 18 août 2016 qu'il fait ses premiers pas en professionnel, lors de la victoire de son équipe par un but à zéro face au FC Arouca, à l'occasion d'un match de qualification pour la Ligue Europa. Le 4 décembre, il débute en Superleague Ellada contre l'APO Levadiakos, que son équipe bat 4-0.
Androútsos découvre ensuite la Ligue des champions le 16 août 2017, en jouant face aux Croates du HNK Rijeka en match de qualification (victoire 2-1). Il est par la suite titulaire face au FC Barcelone, le 18 octobre de la même année (défaite 3-1).

### Atromitos
Le 30 août 2019 Thanásis Androútsos est prêté pour la saison 2019-2020 à l'Atromitos FC. Il joue son premier match dès le 1er septembre, en championnat, face au PAS Lamía. Il entre en jeu ce jour-là et les deux équipes font match nul (2-2).

### Retour à l'Olympiakos
Androútsos fait son retour à l'Olympiakos Le Pirée à la fin de son prêt. Il s'y impose, profitant de sa polyvalence pour gagner en temps de jeu, aussi bien au milieu de terrain que comme arrière droit. En février 2021 il signe un nouveau contrat, le liant au club jusqu'en juin 2023.

### VfL Osnabrück
Le 8 janvier 2024, Thanásis Androútsos rejoint l'Allemagne afin de s'engager en faveur du VfL Osnabrück.

### En sélection
Thanásis Androútsos commence sa carrière internationale avec l'équipe de Grèce des moins de 18 ans. Il joue deux matchs en 2015 et marque un but avec cette sélection.
Avec les espoirs, il participe aux éliminatoires du championnat d'Europe espoirs 2019. A cette occasion, il inscrit plusieurs buts, notamment un doublé contre l'équipe de Saint-Marin en mars 2018.
En mars 2017, Thanásis Androútsos est convoqué pour la première fois avec l'équipe nationale de Grèce par le sélectionneur Michael Skibbe. Il ne joue toutefois aucun match lors de ce rassemblement. Le 15 mai 2018, Skibbe donne finalement sa chance à Androútsos, qui honore sa première sélection avec la Grèce contre l'Arabie saoudite lors d'un match amical. Les Grecs sont battus par deux buts à zéro ce jour-là.

## Palmarès
Olympiakos Le Pirée
- Champion de Grèce
  - 2017, 2021 et 2022